# Света София (Константинопол)
Вижте пояснителната страница за други значения на Света София.
„Света София“ (на гръцки: Ἁγία Σοφία; на латински: Sancta Sophia; на турски: Aya Sofya) или „Църква на светата Премъдрост Божия“ и официално -  Голямата Джамия „Света София“(на турски: Ayasofya-i Kebir Cami-i Şerifi) е монументална обществена сграда в Истанбул, Турция. Била дълго време християнска катедрала, по-късно сред главните джамии на Константинопол и днес продължава да работи като джамия.
Първоначално построена през 360 г., църквата е разрушавана на два пъти при обществени безредици. Съвременната сграда е построена през 532 – 537 г. при император Юстиниан I по проект на Исидор от Милет и Антимий от Трал. Впечатляващо инженерно постижение за времето си, „Света София“ е смятана за най-яркия образец на византийската архитектура и оказва значително влияние и върху монументалната архитектура през Османската епоха.
Църквата „Света София“ е осветена за пръв път през 360 г. като катедрален храм на Константинополската патриаршия. След превземането на града от кръстоносците през 1204 г. тя служи за катедрала на константинополските латински патриарси до тяхното прогонване от Константинопол през 1261 г. След падането на Константинопол под османска власт през 1453 г. „Света София“ е превърната в джамия. След разпадането на Османската империя правителството на Турция секуларизира сградата през 1934 г. и от следващата година тя функционира като музей.
Въпреки че обикновено е наричана просто „Света София“, църквата не е посветена на римската мъченица София, а на светата Премъдрост Божия (на гръцки: Ναός τῆς Ἁγίας τοῦ Θεοῦ Σοφίας), божествената страна на Иисус Христос, която е и един от ипостасите на Светата Троица. По тази причина храмовият празник на църквата е 25 декември, годишнината от въплъщението на Премъдростта Божия.

## История

### Първа църква (360 – 404)
Първата църква на мястото на днешната „Света София“ е известна като Голямата църква (Μεγάλη Ἐκκλησία), тъй като е по-голяма от всички дотогавашни църкви в града. Осветена е на 15 февруари 360 година, при управлението на император Констанций II, от арианския патриарх Евдоксий Антиохийски. Църквата е изградена в близост до изграждания по това време императорски дворец и става патриаршеска катедрала на Константинопол, като дотогава тази функция е изпълнявана от разположената в съседство църква „Света Ирина“. През по-голямата част от историята на Византийската империя тези 2 храма заемат централно място в нейния церемониал.
Тази първа сграда е описана през 440 година от историка Сократ Схоластик, който приписва нейното изграждане на император Констанций II, който работел по нея през 346 година. Легенда, появила се не по-рано от VII-VIII век приписва сградата на Константин I Велики. Хронистът от XII век Йоан Зонара обединява тези два възгледа и пише, че Констанций е ремонтирал по-стара сграда, осветена от Евсевий Никомидийски, след като тя се разрушава. Тъй като Евсевий е епископ на Константинопол през 339 – 341 година, а Константин умира през 337 година, изглежда възможно първата църква да е изградена от Константин. Според запазените описания, Голямата църква представлява класическа латинска базилика с атриум, галерии и дървен покрив и изглежда значим за времето си паметник.
Първата църква е опожарена по време на бунтовете в Константинопол, които започват след като императрица Елия Евдоксия прогонва от града патриарх Йоан Златоуст на 20 юни 404 година.

### Втора църква (415 – 532)
Втората църква е построена по заповед на император Теодосий II, който я освещава на 10 октомври 415 година. Базиликата с дървен покрив е строена от архитекта Руфин. Сградата е разрушена изцяло от пожар по време на потушеното от Юстиниан I въстание Ника на 13 – 14 февруари 532 година.
Няколко мраморни блока от втората църква са оцелели до наши дни, включително релефи на 12 агнета, символизиращи дванадесетте апостоли. Първоначално част от монументалния главен вход, днес те са разположени в яма от разкопки до входа на музея, след като са открити в западния двор през 1935 година. Тогава разкопките са прекратени, за да не се застраши съвременната сграда.
- Останки от втората „Света София“

### Трета църква (537 – 1453)
На 23 февруари 532 година, седмици след разрушаването на втората базилика, император Юстиниан I решава да построи трета и напълно различна сграда, по-голяма и величествена от своите предшественици. Юстиниан избира за нейни архитекти физика Исидор от Милет и математика Антимий от Трал, но Антимий умира още през първата година на начинанието. Самото строителство е описано в книгата на византийския историк и негов съвременник Прокопий Кесарийски „За сградите“. Колони и други мраморни блокове са доставени от цялата империя по Средиземно море. Твърдението, че те са плячка от градове като Рим и Ефес е по-късна измислица. Въпреки че са изготвяни специално за „Света София“, колоните имат разлики в размерите.
Императорът си поставя много амбициозна задача – да се създаде най-големия и велик храм в историята. За целта не са пестени никакви средства и църквата е завършена в изключително кратък период от 5 г. под зоркия контрол на самия Юстиниан. На строежа работят над 10 хиляди души. Цялата вътрешност на църквата е облицована със златни мозайки и скъпи видове мрамор. Строежът ѝ изпразва имперската хазна.
При осветяването на църквата на 27 декември 537 година, извършено от императора и патриарх Мина, според преданието Юстиниан изрича думите „Соломоне, аз те надминах!“, имайки предвид Храма на Соломон в Йерусалим. В продължение на почти хиляда години „Света София“ е най-голямата църква в света и все още е четвъртата по площ в света, като още съвременниците на строежа я признават за изключителен паметник на архитектурата.
Земетресения през август 553 година и декември 557 година предизвикват напукване на главния купол и източния полукупол, а главният купол е напълно разрушен от земетресение на 7 май 558 година, като при падането си унищожава амвона, олтара и кивория. Колапсът се дължи главно на голямото тегло на купола и огромните напречни сили, заради твърде плоската му форма, които предизвикват деформации на поддържащите купола колони. Възстановяването на църквата започва веднага след земетресението и е ръководено от Исидор Млади, племенник на Исидор Милетски, който използва по-леки материали и увеличава височината на купола, с което сградата получа съвременната си вътрешна височина от 55,6 метра. Освен това Исидор Млади променя конструкцията на купола, добавяйки му ребра и пендантиви с диаметър между 32,7 и 33,5 метра. Към 560 година по заповед на Юстиниан осем коринтски колони са пренесени от Баалбек за реконструкцията на „Света София“, която завършва през 562 година.
След като през 726 година император Лъв III поставя началото на кампанията на иконоборството и всички икони и статуи са премахнати от „Света София“. Църквата е засегната от пожар през 859 година и отново на 8 януари 869 година, като при втория един от полукуполите е разрушен. Сградата е ремонтирана от император Василий I Македонец.
След тежкото земетресение на 25 октомври 989 година, при което се разрушава западната дъга на купола, император Василий II Българоубиец възлага възстановителните работи на арменския архитект |Тиридат, строил преди това големи църкви в Ани. Той изгражда наново и усилва падналата дъга и реконструира западната част на купола с 15 ребра. Ремонтът отнема повече от четири години, като църквата е отворена отново на 13 май 994 година. При реконструкцията са обновени и декоративните елементи на сградата, като са добавени изображения на четири огромни херувима, ново изображение на Христос на купола, както и на Богородица с Младенеца между апостолите Петър и Павел.
Мозайки от храм „Света София“
- Христос-Пантократор
- Архангел Гавриил
- Мозаечно изображение на Богородица в апсидата
- Йоан Златоуст
- Император Лъв VI коленичил пред Иисус Христос

При превземането на Константинопол от Четвъртия кръстоносен поход през 1204 година катедралата „Света София“ е ограбена от кръстоносците и много ценни предмети с религиозно и историческо значение са унищожени или откраднати. Разрушени са златните и сребърни обкови на иконостаса и вратите, а самият храм е поруган. През следващите десетилетия сградата е използвана като католическа катедрала на Константинопол. На 16 май 1204 година Балдуин I е коронясан там за пръв латински император, а в църквата е погребан Енрико Дандоло, венецианският дож, инициирал превземането на града.
След като византийците си връщат Константинопол през 1261 година, те заварват катедралата „Света София“ в тежко състояние. През 1317 година император Андроник II Палеолог изгражда четири нови контрафорса в източната и северната част на сградата, които финансира с наследството от починалата си съпруга Ирина Монфератска. След земетресението през октомври 1344 година в купола се появяват нови пукнатини, а на 19 май 1346 година части от сградата се разрушават и тя е затворена до 1354 година, като през това време е ремонтирана от архитектите Астра и Пералта.

### Джамия (1453 – 1934)
Константинопол е превзет от османците на 29 май 1453 година. Спазвайки обичая, султан Мехмед II оставя града на разположение на войската си в продължение на три дни. „Света София“ е тежко засегната от разграбването на града, тъй като завоевателите смятат, че там се съхраняват най-големите съкровища. Малко след пробива в защитата на града, нападатели стигат до църквата и разбиват нейните врати. По време на обсадата сградата служи за убежище на много хора, които не могат да участват в битката и които са избити или превърнати в роби при ограбването на църквата. Когато султан Мехмед влиза в сградата, той решава тя незабавно да бъде превърната в джамия, като един от придружаващите го духовници се качва на амвона и започва да чете Шахада.
Както е описано от няколко западни свидетели, като испанеца Педро Тафур и флорентинеца Кристофоро Буонделмонти, църквата е съсипана и част от вратите и са извадени от пантите си. Мехмед II нарежда тя да бъде обновена и преправена в джамия, като лично той за пръв път присъства на петъчна молитва в сградата на 1 юни 1453 година. „Света София“ се превръща в главната султанска джамия на Истанбул, а издържащият я вакъф получава повечето къщи в града и района на бъдещия дворец „Топкапъ сарай“. През 1478 година част от вакъфа са 2360 магазина, 1300 къщи, 4 кервансарая, 30 бозаджийници и 23 магазина за овчи глави и крака. Със султански заповеди през 1520 и 1547 година към него са добавени магазини и части от Капалъчаршъ и други пазари.
Преди 1481 година в югозападния ъгъл на сградата е издигнато малко минаре. По-късно, при султан Баязид II, е поставено минаре и на североизточния ъгъл. Едно от тези две минарета пада след земетресението през 1509 година, а в средата на XVI век те са заменени с две срещуположни минарета в източния и западния ъгъл.
През XVI век султан Сюлейман I донася от походите си в Унгария два огромни свещника, които са поставени от двете страни на михраба. При управлението на неговия наследник Селим II конструкцията на сградата е усилена, като са добавени контрафорси под ръководството на водещия архитект на епохата Синан, смятан и за един от пионерите на сеизмичното инженерство. Освен тези подсилвания, Синан изгражда и две нови големи минарета в западния край на сградата, оригиналния султански трон и около 1576 година – тюрбе на Селим II югоизточно от джамията, в което по-късно са погребани още 43 османски принца. За тази цел година преди това са разрушени части от сградата на Вселенската патриаршия. По това време на главния купол е поставен златен полумесец и всички къщи в ивица от 24 метра около сградата са премахнати.
През 1594 година архитектът Давуд ага строи и тюрбе за султан Мурад III и семейството му. Този султан донася от Пергам две големи алабастрови урни от Елинистичната епоха, които са поставени от двете страни на централния кораб на „Света София“. В съседство с тюрбето на Мурад III през 1608 година е построено тюрбе за Мехмед III, а Мустафа I реконструира със същата цел баптистерият на църквата.
През 1717 година, при султан Ахмед III, напуканата мазилка в сградата е ремонтирана, което допринася за запазването на много от мозайките, тъй като дотогава служителите в джамията продават части от тях като талисмани на посетителите. През 1739 година султан Махмуд I организира ремонт на джамията, като към нея е добавено медресе, имарет и библиотека, а през 1740 година е построен фонтан за ритуално измиване. Преустроен е султанският трон и е изграден нов михраб.
Пореден ремонт на „Света София“ е организиран от султан Абдул Меджид I през 1847 – 1849 година, като в него участват осемстотин работници под ръководството на швейцарските архитекти братя Фосати. Те укрепват купола и сводовете, усилват колоните и ревизират декорациите извън и вътре в сградата. Мозайките по горната галерия са разкрити и почистени, но много от тях отново са скрити „за защита срещу допълнителни повреди“. Полилеите са заменени с нови, а на колоните са поставени огромни кръгли дискове (медальони), в които известният калиграф Казаскер Мустафа Иззет ефенди изписва имената на Аллах, Мохамед, първите четирима халифи (Абу Бакр, Омар, Усман и Али) и двамата внуци на Мохамед Хасан и Хусейн. През 1850 година братята Фосати изграждат нов султански трон в неовизантийски стил, свързан с владетелския павилион зад джамията. Те обновяват също минбара и михраба. Извън основната сграда минаретата са ремонтирани и променени, така че да имат еднаква височина.

### Музей (1935 – 2020)
През 1934 г. Мустафа Кемал Ататюрк обявява сградата за музей. Доста от съществуващите мозайки са разкрити наново, но са запазени и ислямските промени. Храмът е музей и се посещава от туристи от целия свят.

### Джамия (от 2020)
Официално Голямата Джамия „Света София“ отваря врати за молитви в петък на 24 юли 2020 година, в деня на 97-ата годишнина от подписването на Лозанския договор.

## Архитектура
„Св. София“ е първият типичен пример за византийска архитектура и се счита от много хора за архитектурно чудо.

### Централен кораб и купол
Църквата не е стриктна базилика, като централният ѝ кораб, дълъг 76.2 м, е доминиран от купол с диаметър около 31 м и височина над пода от 56 м. Куполът лежи на квадратна основа, като преминаването от кръг към квадрат е постигнато, чрез 4 пандантива. Счита се, че това е първата църква, която ползва това архитектурно решение. В дължина (запад-изток) тежестта на купола се носи от две гигантски арки, които преминават в полукуполи. Източният полукупол се преразпределя в три по-малки полукупола, двата странични – над екседри с колонади, а средният – над апсидата. Западният преминава в два по-малки полукупола над симетрични екседри. Между тях, огледално на апсидата и над емпорията, се намира огромен прозорец.
В южна и северна посока централният кораб е ограничен от колонади, които носят стени тимпани пронизани от множество прозорци. Едно от впечатляващите архитектурни постижения е, че във вътрешността на сградата не е очевидно кои статични елементи поддържат извисяващите се купол и арки. Това, както и фактът, че в основата на купола има 40 прозореца, допринасят за впечатлението у посетителите, че сякаш „златният купол виси от небесата“ (Прокопий, 561 г.).
Стените, до височината на корниза над балкона са покрити от плочи от различни видове мрамори с разнообразни разцветки. Над корниза, до върха на купола, повърхностите са покрити със златна мозайка, на места заместена от Фосати с мазилка със същия цвят и шарка.

### Странични кораби
Южният и северният кораб са огледални и отделени от централния чрез колонадите под тимпаните и четирите екседри, както и четирите основни носещи стълба. В план изток-запад са разделени на три основни пространства от арките, които свързват централните (първични) носещи стълбове с контрафорсните (вторични) стълбове в посока юг и север.
Стените също са покрити с мраморни плочи, а таваните със златни мозайки с декоративни елементи.

### Балкони (Галерии)
До балконите, които се простират над целите два странични кораба, както и втория притвор, се достига чрез рампи разположени в ъглите на сградата. Запазени до днес са 3 от тези рампи. Подобно на приземния етаж, страничните части на балкона са разделени от централното помещение чрез колонади и са разделени на съответно три обособени пространтва от арките свързващи първичните и вторичните носещи стълбове. Опасани са от два реда парапети, отпред дървен – декоративен, а отзад масивен – мраморен. Таваните са украсени от декоративни мозайки, като – особено в южната част – има множество запазени ценни мозайки-икони. В централната част на балкона над притвора (емпория) се е намирала ложата на императрицата.

## Значение
След нейното построяване „Св. София“ оказва сериозно влияние в развитието на архитектурата. Това важи особено за православните храмове (виж Храм Свети Сава в Белград). Много от джамиите в Истанбул и цялата Османска империя, построени от Синан и негови ученици, следват основния план на „Св. София“ – Шехзаде джамия, Сюлейман джамия, Султан Ахмед джамия (Синята джамия) и др.